# Sylenth1
Sylenth1 ist ein virtuell-analoger Synthesizer des niederländischen Softwareentwicklers LennarDigital.

## Funktionsweise
Sylenth1 verfügt über vier Oszillatoren, bei denen man aus 7 verschiedenen nicht modellierbaren Wellenformen auswählen kann. Die erzeugten Sounds lassen sich über die Master FX bearbeiten. Außerdem verfügt Sylenth1 über zwei LFOs, die auf ausgewählte Parameter gelegt werden können. Es gibt Modulationsmöglichkeiten und Effekte wie Reverb.

## Geschichte
Sylenth1 wurde erstmals 2006 veröffentlicht. 2015 wurde die Version 3.000 veröffentlicht, die über ein komplett neu entwickeltes User Interface sowie eine erweiterte MIDI Schnittstelle verfügt.

## Hintergrund

### Nutzer
Zahlreiche etablierte Produzenten verwenden Sylenth1, darunter Martin Garrix, Kygo, Skrillex und Zedd.

## Rezeption
Sylenth1 zählt zu den beliebtesten Synthesizern. Ihn zeichnen ein klarer Sound und eine übersichtliche Arbeitsfläche aus. delamar.de meint, dass wer fette Techno Sounds sucht, die er aber selbst von der ersten Sinuswelle bis ins kleinste Detail hin programmieren können möchte, gut bei Sylenth1 aufgehoben sei. Dance Music Northwes meint, dass Sylenth1 die Nummer 1 für Trance- und EDM-Produzenten weltweit sei. Für MusicTech zählt Steve Aoki Sylenth1 zu den Lieblingssynthesizern und meint, dass Sylenth neben Serum zu den besten VSTs zählt. Er hat aufgrund seiner Benutzerfreundlichkeit, seiner geringen CPU-Auslastung und seines warmen Klangs einen Kultstatus erlangt. Im Artikel 10 synths that defined dance music meint MusicTech, dass Sylenth1 trotz des Alters immer noch stark ist, dass dies der Beweis für die Leistung, den Klang, die Funktionen und die Benutzerfreundlichkeit des Synthesizers sei. De:Bug meint, dass Sylenth1 ein VST-System sei, das Maßstäbe setze. Sylenth1 würde mit einem kompromisslos guten Klang auftrumpfen.